# ۸ فوریه
۸ فوریه سی و نهمین روز سال در تقویم میلادی است. ۳۲۶ روز (در سال‌های کبیسه ۳۲۷ روز) تا پایان سال باقی است.

## زادروزها
- ۱۸۰۵ - لویی اگوست بلانکی، مبارز سوسیالیست فرانسوی.
- ۱۸۲۸ - ژول ورن، نویسنده فرانسوی.
- ۱۹۳۱
  - جیمز دین، بازیگر آمریکایی.
  - شادیه، بازیگر و خوانندهٔ مصری.
- ۱۹۳۲ - جان ویلیامز، آهنگساز آمریکایی.
- ۱۹۸۲ – روری ساترلند، دوچرخه‌سوار اهل استرالیا
- ۱۹۸۹ – لیندا حمری،  ورزشکار پارالمپیایی الجزایری.[۱]

## مرگ‌ها
- ۱۷۲۵ - پتر یکم، تزار روسیه.
- ۱۸۰۴ - جوزف پریستلی، شیمیدان و فیلسوف انگلیسی.
- ۱۹۲۱ - پطر کروپوتکین، فیلسوف آنارشسیت روسی.
- ۱۹۵۷ - جان فون نویمان، ریاضیدان و دانشمند آمریکایی مجارستانی‌الاصل
- ۲۰۰۷ - آنا نیکول اسمیت، مُدل و هنرپیشه آمریکایی.
- ۱۹۴۳ - لپا رادیچ، مبارز صرب الاصل
- ۱۹۹۵ - برهان‌الدین العبوشی، شاعر و انقلابی فلسطینی-عراقی.[۲]